# San Marcos (Donatello)

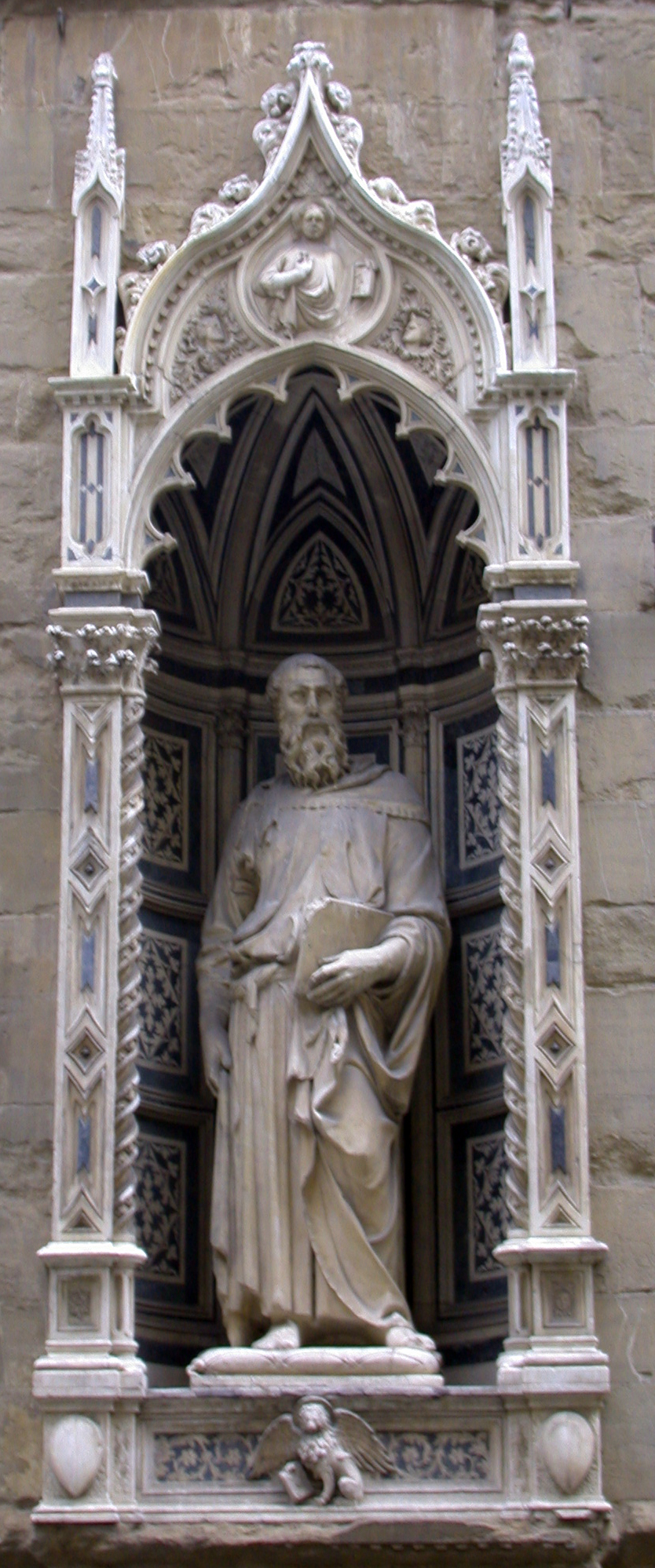
San Marcos en Orsanmichele.

La escultura de San Marcos de Donatello forma parte del ciclo de catorce estatuas de los protectores de las Artes de Florencia, colocadas en nichos en el exterior de la Iglesia de Orsanmichele.  Es encargado por el Arte de la Lana y se remonta a 1411-1413. Es de mármol y mide 248 cm de alto. Se encuentra en el interior del museo de Orsanmichele, mientras que en el exterior se sustituyó por una copia.

## Historia
San Marcos Evangelista es el patrono de los hiladores y la estatua fue la primera esculpida por Donatello para Orsanmichele, antes que el famoso San Jorge. La estatua fue colocada en el nicho al final de 1413. Documentalmente la estatua se encargó en 1409, a Niccolò di Pietro Lamberti, quien recibió una indemnización de 28 florines por el monumental bloque de mármol adquirido. En 1411 el bloque pasó a Donatello por razones que no se precisan, el cual se comprometió a entregar la escultura acabada «dorada y con todos los ornamentos oportunos» antes del 1 de noviembre de 1412. De hecho tardó algo más de tiempo, incluso para el tabernáculo que había sido esculpido por Perfetto di Giovanni y Albizzo di Pietro. 
Vasari narra algunas anécdotas sobre la estatua, así como la participación en las primeras etapas de Filippo Brunelleschi. Parece que la estatua a pie de tierra, no había gustado a los clientes, a los que Donatello propuso modificarla una vez colocada en la hornacina, aunque los cambios fueron insignificantes, ya que el trabajo estaba con la óptica bien calibrada y fue admirado por todos. 
Miguel Ángel elogió esta escultura diciendo, según Vasari:«nunca había visto una figura con el aire de tan buen hombre como esta y que si San Marcos había tenido realmente estas características, entonces podía creer ciegamente en lo que él había escrito».
La estatua fue quitada de su lugar en 1941, para protegerla de los bombardeos de la Segunda Guerra Mundial y, nuevamente en 1977 para empezar una restauración. En esta ocasión se limpiaron las zonas oscurecidas, que habían estado ennegreciendo la figura, para que apareciese la pátina de bronce y conseguir una armonización con las estatuas de mármol y las de bronce de Orsanmichele, se redescubrió en el modelo los restos del dorado en el cabello, la barba, las orillas de la vestidura, el libro y en el cojín donde apoya los pies la estatua. 

## Descripción

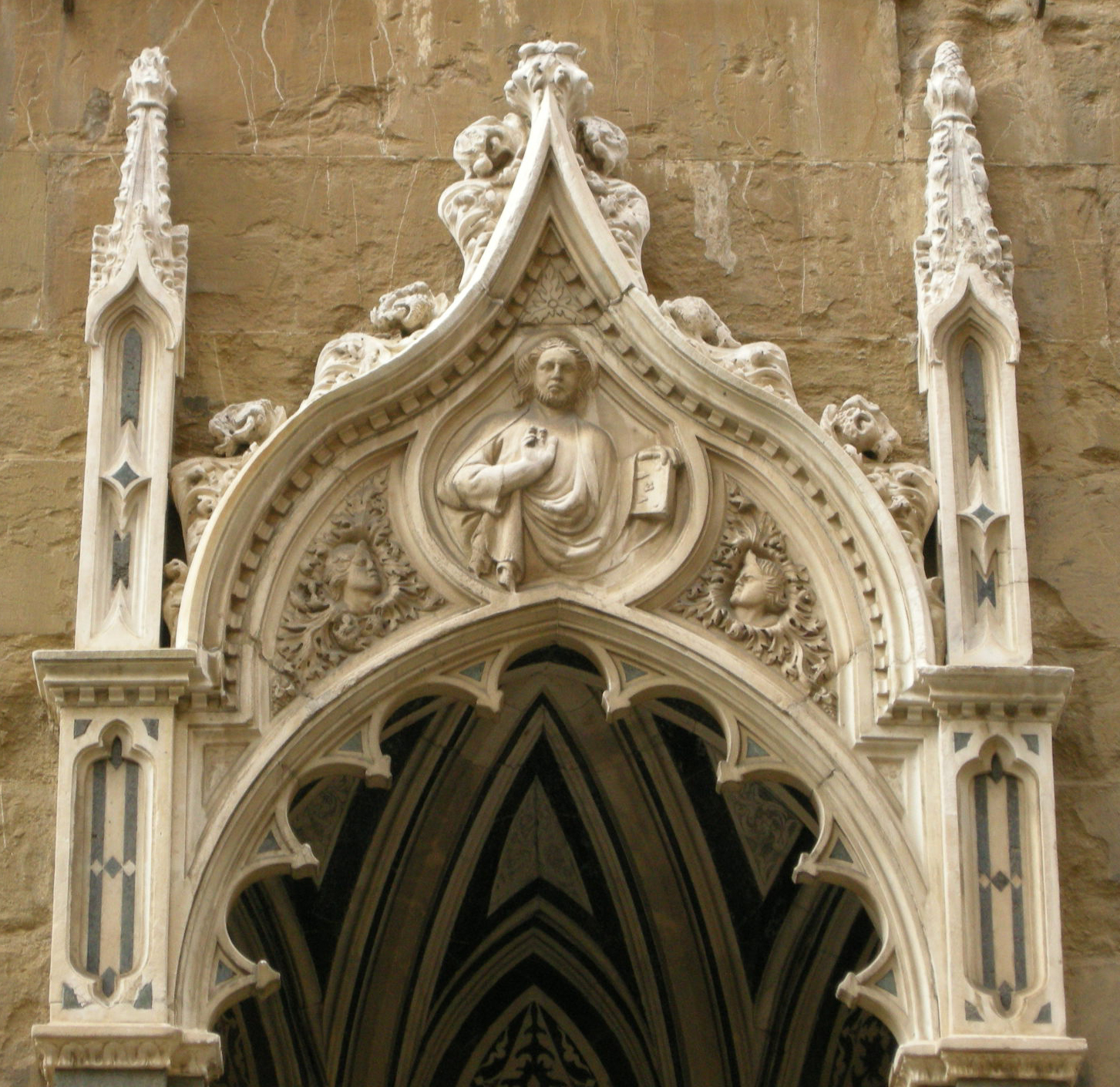
Cúspide del tabernáculo de San Marcos.

San Marcos está retratado con una cabeza barbuda, de antiguo filósofo, y con un vestido anudado a la cintura. El rostro está esculpido con una expresión de seriedad digna y de integridad espiritual, que recuerda la de San Juan Evangelista de unos pocos años atrás. La pierna izquierda de San Marcos tiene una suave inclinación pero de una manera ponderada, esto no va en detrimento de la postura erguida y solemne. El pequeño giro del cuerpo está realizado para sobresalir ligeramente la estatua de la hornacina, evitando la rigidez de una posición estrictamente frontal: la mirada del santo parece perderse hacia el lejano horizonte indefinido. En la mano izquierda, la figura tiene un libro abierto, el atributo típico de los evangelistas.
La crítica siempre ha alabado los valores formales de la obra, que traspasa toda la seriedad y moralidad del evangelista, pero comparando este trabajo con el San Jorge, siempre han preferido este último. 
Aunque el trabajo se considera la primera escultura del renacimiento plenamente en la trayectoria del artista, con la restauración y el descubrimiento del dorado, se ha observado que la decoración pictórica es más bien de estilo gótico. No es unánime, la hipótesis de que la obra había tomado como modelo al vecino San Felipe de Nanni di Banco, ya que no es cierto que este trabajo ha sido tallado antes. Además, existen importantes diferencias formales entre las dos estatuas: la de San Marcos es más expresivo, y firme en la superficie, mientras que el San Felipe tiene una postura más estática.